# Meriola arcifera
Meriola arcifera là một loài nhện trong họ Trachelidae.
Loài này thuộc chi Meriola. Meriola arcifera được Eugène Simon miêu tả năm 1886.